# Cantigas de Santa María

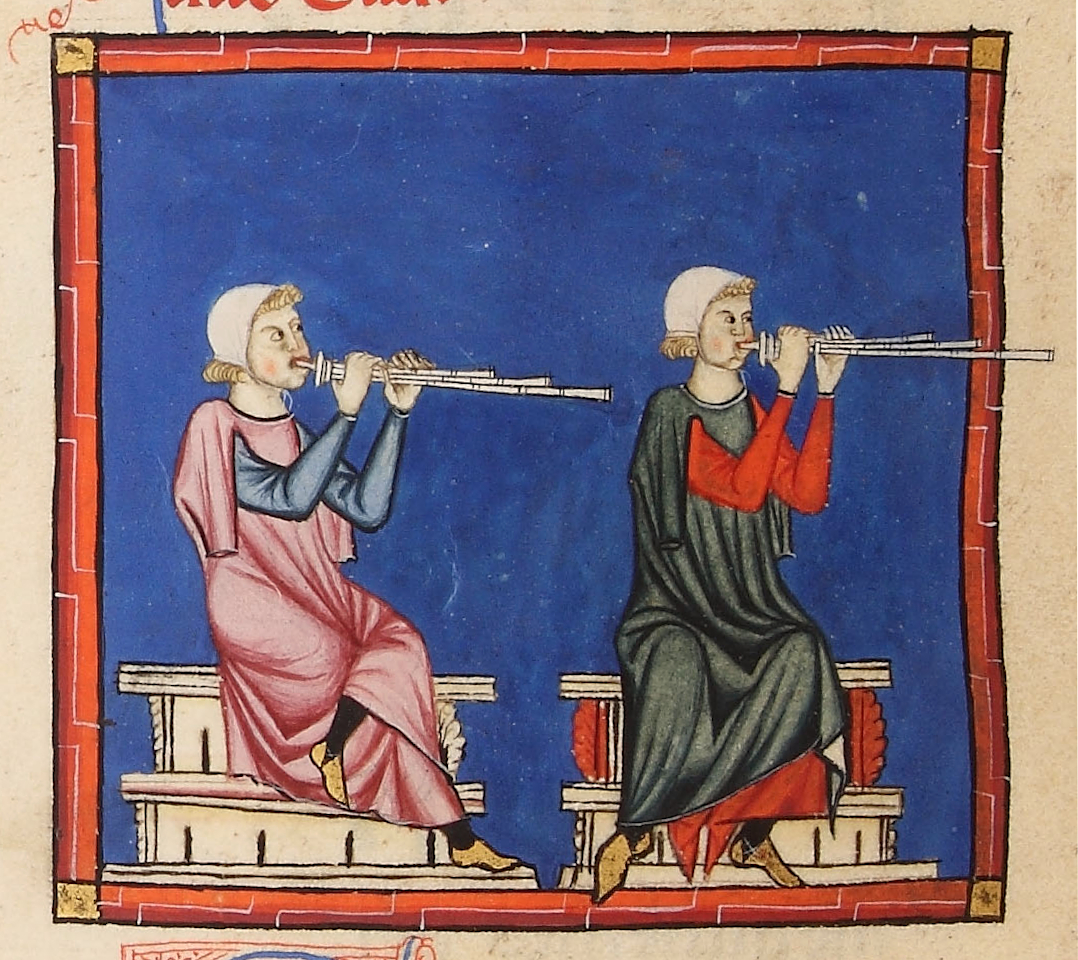
Ilustracja z manuskryptu „Cantigas de Santa María”

Cantigas de Santa María – zbiór 420 pieśni wraz z notacją muzyczną napisanych w języku galicyjsko-portugalskim, zwanym też galego medieval, średniowiecznym poprzedniku obu współczesnych języków galicyjskiego i portugalskiego. Powstały one za czasów panowania Alfonsa X, króla Kastylii (1221–1284).